# Ti1
Ti1 - parowóz towarowy pruskiej serii G51 wyprodukowany w latach 1893–1901 dla kolei pruskich. 
Wyprodukowano 268 parowozów dla kolei niemieckich. Po pierwszej wojnie w Polsce eksploatowano 26 tych pruskich parowozów.